# Музей провинции Цзилинь
Музей провинции Цзилинь (кит. 吉林省博物院) — государственный музей китайской провинции Цзилинь, расположенный в городе Чанчунь. Основными направлениями музея являются история и искусство.

## Описание
В коллекции музея — китайские картины и каллиграфия разных династий, предметы Когурё, Бохай, Маньчжурии, современности и антияпонской армии, расположенные на площади 32 тыс. м2. В залах музея выставлены артефакты палеолита и неолита.
2 тысячи экспонатов раскопаны в самой провинции Цзилинь и отражают историю, начиная от Ванфутуньского человека (миллион лет до н. э.) до Опиумных войн (1839—1842).
Среди многих картин выставлены работы Чжан Дацяня и Ци Байши.

## История
Основан в 1951 году и официально открыт 27 января 1952 года. В 1954 музей переехал в Императорский Дворец Маньчжоу-го. К 1964 году музей состоял из семи отделов и насчитывал 112 сотрудников. В 1982 году музей отделился от Императорского Дворца, а в 1983 году археологи музея вошли в Археологический Институт провинции Цзилинь. В 1987 году Отдел естественной истории выделился из музея и стал Музеем естественной истории провинции Цзилинь. В 2003 году музей объединился с Музеем современной истории. 8 мая 2007 года открылся новый Музей провинции Цзилинь в Экономической зоне Цзиньюэ.

## Посещение
Вторник-воскресенье, 9:00-17:00, выходной - понедельник. Посещение бесплатное (иностранцам нужно иметь при себе паспорт).